# Rejon czułymski
Rejon czułymski (ros. Чулымский район) – rejon będący jednostką podziału administracyjnego rosyjskiego obwodu nowosybirskiego.

## Historia
Rozwój ziem dzisiejszego rejonu czułymskiego oraz napływ kolonizatorów rosyjskich na jego tereny ma związek z przeprowadzeniem tędy traktu prowadzącego do Moskwy. Od 1762 roku zaczynają pojawiać się na tym obszarze nowe wsie i osiedla ludzkie, rozwija się handel, a ludność miejscowa zajmuje się głównie rolnictwem, handlem oraz rybołówstwem. Za czasów panowania cesarzowej Katarzyny II karnie zsyłani są tutaj Polacy pochodzący ze wschodnich rubieży Rzeczypospolitej. Na przełomie XVIII i XIX wieku w centrum tego regionu, Czułymiu, znajdowało się około 200 domostw. Wielkim impulsem do rozwoju ziemi czułymskiej było poprowadzenie przez jej obszar trasy Kolei Transsyberyjskiej. Budowa tego odcinka została ukończona w 1894 roku. Wraz z rozwojem gospodarczym szedł w parze także napływ nowej ludności, z zachodnich i centralnych guberni Imperium Rosyjskiego. W 1898 roku powstaje tu wołost, a centrum regionu liczy 120 mieszkańców. Na tym terenie funkcjonowała także prawosławna cerkiew. Na początku XX wieku na miejscowej stacji kolejowej przeładowywano rocznie około 90 tysięcy ton różnych towarów.
W latach 1918–1919, w czasie trwania rosyjskiej wojny domowej tereny te znajdują się pod jurysdykcją rządu admirała Aleksandra Kołczaka, a miejscowe stacje kolejowe zajmują żołnierze z Korpusu Czechosłowackiego. 19 grudnia 1919 roku ziemia czułymska zostaje zajęta przez Armię Czerwoną i wchodzi w skład państwa bolszewickiego. Władze sowieckie w 1925 roku powołują do życia rejon czułymski. Większa część mieszkańców rejonu to rolnicy, drobni wytwórcy, a także pracownicy kolejowi. W latach trzydziestych dochodzi do elektryfikacji rejonu, słabo prezentuje się opieka medyczna, gdyż na cały rejon przypada jedynie dwóch lekarzy. Od 1929 roku rejon słynie jako miejsce lokalizacji przemysłu drzewnego, inwestuje się także w rozwój linii kolejowych, stworzona zostaje zajezdnia naprawczo-techniczna. Lata trzydzieste to także etap stalinowskiej kolektywizacji rolnictwa. Po wojnie rozwijana jest infrastruktura transportowa, a wysokie nakłady przeznaczane są także na szkolnictwo, budowę nowych powierzchni mieszkaniowych oraz poprawę warunków życia. Rozpad Związku Radzieckiego doprowadził do zapaści w przemyśle drzewnym rejonu, który stał się mało opłacalny w nowych warunkach, postosowieckiej Rosji.

## Charakterystyka
Rejon czułymski położony jest w środkowej części obwodu nowosybirskiego, a odległość do obwodowej stolicy, Nowosybirska wynosi 131 kilometrów. Z zachodu na wschód rozciąga się on na długość 57 kilometrów, a z południa na północ 150 kilometrów. Administracyjnie składa się z jednego osiedla typu miejskiego i 13 osiedli typu wiejskiego (sielsowietów). Średnia temperatura latem wynosi +15 stopni Celsjusza, a zimą -19,1 C. Średnia suma opadów to 409 mm, lasy zajmują 40% powierzchni całego rejonu. Główne zasoby mineralne regionu to m.in. glina, torf, sapropel, a w środkowej jego części znajdują się pokłady wód mineralnych. Rejon posiada rozbudowaną sieć małych rzek oraz jezior, łączna powierzchnia zasobów wodnych to 61,2 kilometry kwadratowe, a największe jezioro ma powierzchnię 16,1 kilometrów kwadratowych. Wartość towarów wyprodukowanych przez sektor rolniczy w 2010 roku wyniosła 601 milionów rubli. W tym samym roku miejscowy przemysł wyprodukował towarów na łączną sumę 371,3 milionów rubli. Jest on związany głównie z przemysłem drzewnym, a więc wycinką drzew i jej obróbką, a także przetwórstwem żywności. W 2010 roku wartość sektora handlowego wyniosła 1,258 miliardów rubli, a rynku usług 174,8 milionów rubli. Rejon czułymski jest atrakcyjnym miejscem do inwestycji, głównie z uwagi na jego korzystne położenie w centrum obwodu nowosybirskiego, a także dogodne warunki transportowe - dzięki obecności linii Kolei Transsyberyjskiej oraz drogi magistralnej M53 "Bajkał". W 2010 roku zainwestowano na tym obszarze 379 milionów rubli.
Łączna długość dróg na terenie rejonu czułymskiego wynosi 334,7 kilometrów, z czego drogi o utwardzonej nawierzchni to 314,7 kilometrów. Mieszkańcy rejonu mają dostęp do komunikacji autobusowej, która nie obejmuje tylko 1,8% skupisk ludzkich. Według danych z 2011 roku władze rejonowe mają pod swoją opieką 27 publicznych szkół różnego typu. Działa 26 klubów kulturalnych, centralna biblioteka rejonowa z 23 oddziałami bibliotecznymi. Rocznie z usług systemu bibliotecznego korzysta około 16 tysięcy osób. Opiekę medyczną zapewnia szpital rejonowy oraz dwie mniejsze placówki szpitalne, a także 2 kliniki i 23 przychodnie zdrowotne. Rejon cierpi na brak personelu medycznego. Mieści się tu także 59 ośrodków sportowych różnego typu.

## Demografia

### Wiadomości ogólne
Według statystyk federalnych liczba ludności na terenie rejonu czułymskiego w 2010 roku wyniosła 25 781 mieszkańców. W porównaniu z końcówką lat dziewięćdziesiątych XX wieku jest to spadek, ponieważ w 1998 roku na tym obszarze żyło 31 100 osób. Lokalne dane różnią się trochę od federalnych, gdyż podają, że w roku 2010 żyło tutaj 25 017 osób. Statystyki z 2011 roku wskazują na kolejne spadki, gdyż wykazały, że populacja spadła do liczby 23 961 ludzi. Rosjanie stanowią 93% ludności, pozostałe narodowości to m.in. Niemcy, Kazachowie i Ukraińcy.

### Liczba ludności w ostatnich latach
| Rok  | Liczba ludności |
| ---- | --------------- |
| 1998 | 31 100          |
| 2008 | 25 549          |
| 2009 | 25 206          |
| 2010 | 25 017 (25 781) |
| 2011 | 23 961          |